# كهف الخفافيش، سانت لوسيا
كهف الخفافيش، سانت لوسيا هو كهف صغير في جزيرة سانت لوسيا الكاريبية على الساحل الغربي.
الكهف معلم محلي للقوارب التي تنظم رحلات الغطس للسياح.
على الرغم من اسمه، لا يُعتقد أن الكهف يحتوي على عدد كبير من الخفافيش.